# Gentile di Sangro
Gentile di Sangro (Nápoles, ? - Génova, dezembro de 1385 ou 11 de janeiro de 1386) foi um cardeal italiano do século XIV, executado a mando do Papa Urbano VI por conspiração.

## Biografia
De uma antiga e nobre família de origem abruzzesa. Quarto filho de Matteo di Sangro, senhor de Bugnara, e Candola di Barbarano, chamada Candinella. Seu primeiro nome também está listado como Gentilis. Estudou direito e foi protonotário apostólico.
Gentile foi criado cardeal-diácono de S. Adriano no consistório de 18 de setembro de 1378. Nomeado legado perante o rei Carlos III de Nápoles em 1381; ele coroou a rainha Margherita di Durazzo na catedral de Nápoles em 25 de novembro de 1381. Foi rigoroso e excessivamente duro contra os simpatizantes do antipapa Clemente VII; alguns bispos, arcebispos, abades e eclesiásticos tiveram os seus bens confiscados; outros foram presos; e alguns torturados; humilhou publicamente os pseudocardeais Giacomo d'Itri, patriarca de Constantinopla, e Leonardo Rossi da Giffoni, ministro geral dos franciscanos, fazendo-os queimar os chapéus vermelhos; ambos suportaram a prisão de 1381 a 1386.
O Cardeal Gentile foi chamado de volta em 15 de agosto de 1382. Escreveu os tratados "Defensorium pro Urbano adversus Clementem", "Orationem gratulatoriam ad Carolum Regem" e "Acta Legationis". Participou de uma conspiração contra o Papa Urbano VI e foi preso em 11 de janeiro de 1385; foi executado em Génova, com os cardeais Marino del Giudice, Giovanni da Amelia, Ludovico Donato, OFM, e Bartolomeo de Coturno, OFM, em dezembro de 1385 ou em 11 de janeiro de 1386.
O corpo de Gentile foi jogado ao mar. Em 8 de fevereiro de 1387, a igreja de S. Angelo dei Grechi, diocese de Monopoli, da qual era commendatario, foi cedida a outrem.